# Saved! – Die Highschool-Missionarinnen
Saved! – Die Highschool-Missionarinnen ist eine Filmkomödie mit Jena Malone und Macaulay Culkin. Sie wurde 2004 von Brian Dannelly gedreht.

## Handlung
Mary besucht mit ihrer besten Freundin Hilary Faye, ihrem Freund Dean und Hilary Fayes Bruder Roland, der auf einen Rollstuhl angewiesen ist, eine christliche Highschool. Als Mary erfährt, dass Dean schwul ist, versucht sie alles, um ihn zu bekehren, und opfert dafür schließlich auch ihre Jungfräulichkeit. Als Deans Eltern ein Schwulenmagazin in seinem Zimmer finden, schicken sie ihn in ein christliches Erziehungsheim, wo er bekehrt werden soll.
Wenig später entdeckt Mary, dass sie schwanger ist, kann sich aber niemandem anvertrauen. Durch Zufall erfahren jedoch die Außenseiterin Cassandra, die einzige Jüdin an der Schule, und Roland, der sich in Cassandra verliebt hat, von Marys Schwangerschaft und stehen ihr bei. Mary entfernt sich mehr und mehr von Hilary Faye und der streng-religiösen Schulgemeinschaft. 
Hilary Faye unternimmt alles, um Mary wieder für sich zu gewinnen, und versucht sogar einen Exorzismus an ihr. Als sie erkennt, dass ihre übereifrigen Bemühungen erfolglos bleiben, und da ihr zudem die Beziehung von Cassandra und Roland ein Dorn im Auge ist, verunstaltet Hilary Faye den Eingang der Schule mit Graffiti und schiebt Mary, Cassandra und Roland die Tat in die Schuhe. Cassandra wird daraufhin der Schule verwiesen, außerdem wird Marys Schwangerschaft aufgedeckt. Als Konsequenz soll Mary in das gleiche Heim geschickt werden, in dem sich auch Dean aufhält. 
Cassandra und Roland gelingt es jedoch, Hilary Fayes Intrige aufzudecken. Zum Abschlussball taucht Dean überraschend mit seinem neuen Freund auf. Die beiden haben das Heim verlassen, um ein Leben nach ihrem eigenen Willen zu führen. Als Mary plötzlich ihre Wehen bekommt, wird sie ins Krankenhaus gebracht, wo sie eine Tochter zur Welt bringt. Dean freut sich über sein Kind, und Mary findet in dem Pfarrerssohn Patrick einen neuen Freund.

## Hintergrund
Das Budget des Films lag bei 5 Millionen US-Dollar; das Einspielergebnis betrug 10,1 Millionen US-Dollar.

## Kritiken
Moviemaze beschrieb die Komödie als „bissig“. Filmstarts meinte, der Film sei „gnadenlos großartig“ und parodiere die Einstellung und „den Kirchenwahn“ der konservativen Menschen in den USA. TV Digital schrieb, der Film sei eine witzige Breitseite auf Heuchelei und Bigotterie.

## Auszeichnungen
Brian Dannelly gewann auf dem Gen Art Film Festival einen Preis. Jena Malone wurde für den Golden Satellite Award nominiert. Mandy Moore wurde für den Teen Choice Award nominiert. Der Film wurde für einen GLAAD Media Award und den Chlotrudis Award nominiert.